# Gerichtsorganisation in Deutschland

Gerichtsorganisation in Deutschland (Makroebene)

Die Gerichtsorganisation in Deutschland ist Teil des Staatsorganisationsrechts und betrifft die Gerichte im Bund und in den Ländern. Die rechtsprechende Gewalt ist den Richtern anvertraut und wird durch das Bundesverfassungsgericht, durch die im Grundgesetz vorgesehenen Bundesgerichte und durch die Gerichte der Länder ausgeübt (Art. 92 GG). Die Gerichtsverfassung und das gerichtliche Verfahren einschließlich des zulässigen Rechtswegs ergeben sich aus den einfachgesetzlich geregelten Prozessordnungen und dem Gerichtsverfassungsgesetz (Art. 74 Abs. 1 Nr. 1 GG).
Auf Bundesebene gibt es als oberste Gerichtshöfe den Bundesgerichtshof, das Bundesverwaltungsgericht, den Bundesfinanzhof, das Bundesarbeitsgericht und das Bundessozialgericht (Art. 95 GG). Daneben bestehen das Bundespatentgericht, die Wehrstrafgerichte, das Bundesdisziplinargericht und die Truppendienstgerichte (Art. 96 GG).
Es wird unterschieden zwischen der Verfassungsgerichtsbarkeit und der Fachgerichtsbarkeit.
Die Fachgerichtsbarkeit besteht aus fünf Zweigen:
- ordentliche Gerichtsbarkeit
- Verwaltungsgerichtsbarkeit
- Arbeitsgerichtsbarkeit
- Sozialgerichtsbarkeit
- Finanzgerichtsbarkeit.

Unter Fachgerichtsbarkeit im engeren Sinne werden die Gerichte ohne die ordentlichen Gerichte verstanden.
Ausnahmegerichte sind unzulässig (Art. 101 Abs. 1 Satz 1 GG).

## Verfassungsgerichtsbarkeit
Das Bundesverfassungsgericht nimmt die Funktion des Verfassungsgerichts auf Bundesebene wahr.  Daneben bestehen Verfassungsgerichte der Länder. Zwischen den Verfassungsgerichten der Länder und dem Bundesverfassungsgericht besteht kein Instanzenverhältnis.
Wichtigste Einrichtung der Verfassungsgerichtsbarkeit auf Bundesebene ist die Verfassungsbeschwerde, die einen Anteil von 90 % aller Verfahren vor dem Bundesverfassungsgericht einnimmt. Diese ist jedoch keine Erweiterung des fachgerichtlichen Instanzenzuges, das Bundesverfassungsgericht keine Superrevisionsinstanz. Die Verfassungsbeschwerde ist dem Einzelnen als außerordentlicher Rechtsbehelf zur prozessualen Durchsetzung seiner Grundrechte oder der diesen gleichgestellten Rechte beim Bundesverfassungsgericht gewährt. Daneben ist das Bundesverfassungsgericht auch zuständig für Normenkontrollverfahren, Wahlprüfungen, Parteienverbote, Organstreitigkeiten oder Streitigkeiten verfassungsrechtlicher Art zwischen dem Bund und den Ländern bzw. einem einzelnen Land wie auch zwischen Ländern untereinander (Art. 94 GG).

## Ordentliche Gerichtsbarkeit
Die ordentlichen Gerichte üben die Strafgerichtsbarkeit und die Zivilgerichtsbarkeit (einschließlich der Angelegenheiten der freiwilligen Gerichtsbarkeit) aus.
Die ordentliche Gerichtsbarkeit ist vierstufig aufgebaut. Es bestehen
- der Bundesgerichtshof,
- die Oberlandesgerichte (in Berlin Kammergericht),
- die Landgerichte und
- die Amtsgerichte.

Daneben besteht als besonderes Gericht das Bundespatentgericht. Dieses wird, da seine Entscheidungen beim Bundesgerichtshof anzufechten sind, auch zur ordentlichen Gerichtsbarkeit gezählt.

## Arbeitsgerichtsbarkeit
Zuständig sind die Arbeitsgerichte insbesondere für Streitigkeiten aus dem Arbeitsverhältnis, für Streitigkeiten zwischen den Tarifvertragsparteien und für Streitigkeiten im Zusammenhang mit der Betriebsverfassung.
Die Arbeitsgerichtsbarkeit ist dreistufig aufgebaut. Es bestehen
- das Bundesarbeitsgericht,
- die Landesarbeitsgerichte und
- die Arbeitsgerichte.

An den Arbeitsgerichten nehmen ehrenamtliche Richter, die aus den Kreisen der Arbeitnehmer und Arbeitgeber bestellt werden, an der Rechtsprechung teil.

## Verwaltungsgerichtsbarkeit
Zuständig sind die Verwaltungsgerichte für die öffentlich-rechtlichen Streitigkeiten nichtverfassungsrechtlicher Art (§ 40 Abs. 1 S. VwGO). Die Abgrenzung zu den Zivilgerichten der ordentlichen Gerichtsbarkeit und zu der Sozialgerichtsbarkeit ist teilweise recht kompliziert und auch umstritten.
Die Verwaltungsgerichtsbarkeit ist dreistufig aufgebaut. Es bestehen
- das Bundesverwaltungsgericht,
- die Oberverwaltungsgerichte (in Baden-Württemberg, Bayern und Hessen Verwaltungsgerichtshof (VGH) genannt) und
- die Verwaltungsgerichte.

Eine besondere Verwaltungsgerichtsbarkeit des Bundes bilden die Wehrdienstgerichte.

## Sozialgerichtsbarkeit
Zuständig sind die Sozialgerichte insbesondere für Streitigkeiten, die sich aus dem Sozialrecht ergeben. Die Abgrenzung der Sozialgerichtsbarkeit von der Verwaltungsgerichtsbarkeit ergibt sich aus den Vorschriften des Sozialgerichtsgesetzes.
Die Sozialgerichtsbarkeit ist dreistufig aufgebaut. Es bestehen
- das Bundessozialgericht,
- die Landessozialgerichte und
- die Sozialgerichte.

In der Sozialgerichtsbarkeit nehmen ehrenamtliche Richter an der Rechtsprechung teil.

## Finanzgerichtsbarkeit
Die Finanzgerichtsbarkeit entscheidet über öffentlich-rechtliche Streitigkeiten in Abgabenangelegenheiten, also über Streitigkeiten über Bundes- und Landessteuern und Zölle sowie über berufsrechtliche Streitigkeiten der Steuerberater nach dem Steuerberatungsgesetz. Die Abgrenzung der Finanzgerichtsbarkeit von der Verwaltungsgerichtsbarkeit erfolgt durch die Aufzählung der Zuständigkeiten der Finanzgerichte nach der Finanzgerichtsordnung.
Die Finanzgerichtsbarkeit ist zweistufig aufgebaut. Es bestehen
- der Bundesfinanzhof und
- die Finanzgerichte.

## Statistik
Die Anzahl der Gerichte der Länder betrug am 22. Juni 2020 (ohne Dienst- und Ehrengerichtsbarkeit):

| Land   | VfGb.  | ordentliche Gb. | ordentliche Gb. | ordentliche Gb. | Arbeitsgb. | Arbeitsgb. | Verwaltungsgb. | Verwaltungsgb. | Sozialgb. | Sozialgb. | FinGb. |
| Land   | VfGb.  | AG              | LG              | OLG             | ArbG       | LAG        | VG             | OVG/ VGH       | SG        | LSG       | FG     |
| ------ | ------ | --------------- | --------------- | --------------- | ---------- | ---------- | -------------- | -------------- | --------- | --------- | ------ |
| BW     | 1      | 108             | 17              | 2               | 9          | 1          | 4              | 1              | 8         | 1         | 1      |
| BY     | 1      | 73              | 22              | 3+1 a           | 11         | 2          | 6              | 1              | 7         | 1         | 2      |
| BE     | 1      | 11              | 1               | 1               | 1          | 1          | 1              | 1              | 1         | – b       | – b    |
| BB     | 1      | 24              | 4               | 1               | 6          | – c        | 3              | – c            | 4         | 1         | 1      |
| HB     | 1      | 3               | 1               | 1               | 1          | 1          | 1              | 1              | 1         | – d       | 1      |
| HH     | 1      | 8               | 1               | 1               | 1          | 1          | 1              | 1              | 1         | 1         | 1      |
| HE     | 1      | 41              | 9               | 1               | 7          | 1          | 5              | 1              | 7         | 1         | 1      |
| MV     | 1      | 10              | 4               | 1               | 3          | 1          | 2              | 1              | 3         | 1         | 1      |
| NI     | 1      | 80              | 11              | 3               | 15         | 1          | 7              | 1              | 8         | 1         | 1      |
| NW     | 1      | 129             | 19              | 3               | 30         | 3          | 7              | 1              | 8         | 1         | 3      |
| RP     | 1      | 46              | 8               | 2               | 5          | 1          | 4              | 1              | 4         | 1         | 1      |
| SL     | 1      | 10              | 1               | 1               | 3          | 1          | 1              | 1              | 1         | 1         | 1      |
| SN     | 1      | 25              | 5               | 1               | 5          | 1          | 3              | 1              | 3         | 1         | 1      |
| ST     | 1      | 25              | 4               | 1               | 4          | 1          | 2              | 1              | 3         | 1         | 1      |
| SH     | 1      | 22              | 4               | 1               | 5          | 1          | 1              | 1              | 4         | 1         | 1      |
| TH     | 1      | 23              | 4               | 1               | 4          | 1          | 3              | 1              | 4         | 1         | 1      |
| Gesamt | 16     | 638             | 115             | 24+1 a          | 110        | 18         | 51             | 15             | 67        | 14        | 18     |
| Bund   | BVerfG | BGH, BPatG      | BGH, BPatG      | BGH, BPatG      | BAG        | BAG        | BVerwG, 2 TDG  | BVerwG, 2 TDG  | BSG       | BSG       | BFH    |